# Pierre Devoluy

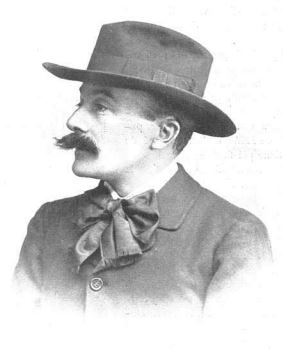
Pierre Devoluy

Pierre Devoluy  (bürgerlich Paul Gros-Long; * 27. Juni 1862 in Châtillon-en-Diois, Département Drôme; † 6. März 1932 in Nizza, Département Alpes-Maritimes) war ein französischer Pionieroffizier, Schriftsteller, Romanist und Provenzalist, Capoulié (Vorsitzender) des Félibrige.

## Leben und Werk
Paul Gros-Long, der einer protestantischen Familie entstammte,  absolvierte die École polytechnique und wurde Pionieroffizier in Südfrankreich. Er diente in Montpellier und Antibes. In seiner Freizeit betätigte er sich schriftstellerisch unter dem Pseudonym Pierre Devoluy, war in der Redaktion der Zeitschrift Chimère. Revue de littérature et de critique indépendante (später Revue d'insolence littéraire, Montpellier/Paris 1891–1893) und schrieb im Kontakt mit René Ghil auf Französisch, aber auch auf Provenzalisch.
Devoluy engagierte sich  ab 1894 an der Seite von Frédéric Mistral im Félibrige, wo er 1900 zum Majoral (Mitglied der Akademie) aufstieg und von 1901 bis 1909 das Amt des Capoulié (auf vier Jahre gewählter Präsident) bekleidete. Von 1905 bis 1914 gab er die Zeitschrift Prouvènço! später Vivo Prouvènço! heraus, für die er u. a. Jules Ronjat als Mitarbeiter gewann. Aufgrund seines engen Kontakts zu Mistral beauftragte ihn dessen Witwe mit der Herausgabe der nachgelassenen Schriften.
Devoluy verbrachte seinen Ruhestand in Nizza, war dort von 1929 bis 1932 Beigeordneter des Bürgermeisters Jean Médecin und beteiligt an der Schaffung des Centre Universitaire Méditerranéen, dessen Eröffnung 1933 er nicht mehr erlebte.
Devoluy war Kommandeur der Ehrenlegion (1924).

## Werke
- Bois ton sang, Paris 1892
- Les Noms de la carte dans le Midi. Essai sur les noms de lieux du comté de Nice, Nizza 1903
- Colonel Gros-Long, La Connaissance de la guerre. Essai de critique positive, Paris 1922
- La Cévenne embrasée, 3 Bde., Paris 1922–1931, Nîmes 1997, Paris 2002 (Romantrilogie)
  - Le Psaume sous les étoiles, 1922
  - Le Violier d'amour, 1927
  - Sous la croix, 1931
- (Hrsg.) Frédéric Mistral, Proso d'armana, Paris 1926; Nouvelle prose d'almanach, Paris 1927; Dernière prose d’almanach, Paris 1930 (zweisprachig); Proses de l'almanach provençal, Anglet 2008
- Le Psautier Huguenot, Paris 1928
- La Nationalité de Nice, Nizza 1939, Orthez 2007 (postum)
- Mistral et la rédemption d’une langue, Paris 1941, 7. Auflage 1943 (Geschichte der provenzalischen Literatur und Sprache vom 16. Jahrhundert bis Mistral, mit scharfer Kritik der Sprachpolitik der Französischen Revolution, postum)
- Istòri naciounalo de la Prouvènço e dóu Miejour di Gaulo, Ollières/Draguignan 1994 (postum)